# پل گل قشلاق
پل گل قشلاق مربوط به اواخر دوره ایلخانی -اوائل دوره صفوی است و در شهرستان بیجار، بخش کرانی، روستای گل قشلاق واقع شده و این اثر در تاریخ ۲۴ فروردین ۱۳۸۲ با شمارهٔ ثبت ۸۰۴۳ به‌عنوان یکی از آثار ملی ایران به ثبت رسیده است.